# Детки подросли
«Все подросли» (англ. All Grown Up) — мультипликационный сериал, созданный Арлин Класки и Габором Чупо, продолжение сериала «Ох уж эти детки!».

## Сюжет
Продолжение рассказа о жизни мальчика Томми и его друзей, начатого в сериале «Ох уж эти детки!». Теперь главные герои – школьники, они ходят в школу, знакомятся с новыми людьми и решают совсем другие проблемы.

## Персонажи

### Основные
- Томас Малкольм «Томми» Пиклз (англ. Thomas Malcolm Pickles) — Ему 11 лет. У него чёрные волосы. Имеет русско-еврейские корни благодаря своему дедушке Борису Кропоткину. Это показано в 1 серии 3 сезона. Любознательный мальчик, который мечтает стать режиссёром, снял фильмы «5-классники атакуют» и «6-классники атакуют», а также «Будь здоров» и «Жизнь моих друзей». Влюблён в Кими, в серии «ТП+КФ» это ярко выражено, когда в конце Томми закрывал дверь и влюблённым взглядом посмотрел на Кими.
- Чарльз Кренделл «Чаки» Финстер (англ. Charles Crandall Finster) — Ему 12 лет, он самый старший в «компании». Лучший друг Томми, рыжеволосый, весь в веснушках, ходит в очках и иногда бывает излишне боязлив и опаслив[2], но в целом сейчас он смелее, чем в глубоком детстве. Пытался создать своё альтер эго по имени Чонго, но идея провалилась и он решил оставаться самим собой.
- Филипп Ричард Уильям «Фил» Девиль (англ. Phillip Richard William DeVille) — В основном его зовут Фил. Каштановые волосы. Ему 11 лет, на 2 минуты младше Лил. Типичный «мальчишка», без ума от грязи (как и Лил), веселья и шуток.
- Лиллиан Мэри Джилл «Лил» Девиль (англ. Lillian Marie Jill DeVille) — Ей 11 лет. У неё так же, как и у Фила, каштановые волосы. Все зовут её Лил. Сестра Фила, стала жить в отдельной комнате из-за своих «девичьих штучек» и из-за того, что они близнецы, но такие разные. Всегда влюбляется в хулиганов. Суеверна, особенно когда речь идёт об экзаменах.
- Дилан Прескотт «Дил» Пиклз (англ. Dylan Prescott Pickles) — Ему 10 лет. Светло-рыжие волосы. Младший брат Томми, имеет большие странности типа отслеживания пришельцев или хождения круглый год в нелепой шапке со вставной челюстью вместо помпона. Совершенно не способен следовать правилам, даже когда речь заходит о спортивных играх. В одной из серий выясняется, что Дил стал таким, потому что Фил и Лил, будучи детьми, неоднократно его роняли. У него всегда есть оригинальные идеи. У Дила также есть золотая рыбка Пабло.
- Анжелика Шарлотта Пиклз (англ. Angelica Charlotte Pickles) — Ей 13 лет. Блондинка. Двоюродная сестра Томми и Дила (её отец является старшим братом отца Томми и Дила), модница и привереда, но очень дорожит дружбой со Сьюзи (это особенно выражено в серии «Спасти Синтию»). Мечтает стать певицей, при этом имея ужасный голос. Считает себя взрослой, но всё ещё не может расстаться со своей куклой по имени Синтия, поскольку она была у Анжелики «с колыбели», и та использовала Синтию, чтобы выговориться.
- Кими Финстер (англ. Kimi Finster) — Сводная сестра Чаки. Ей 12 лет. Чаки было 2 года, когда его отец женился на японке Кире Ватанабэ с дочерью Кими. У Кими фиолетовые волосы (в одной из серий появилась с розовым ирокезом). Неформалка, имеет независимый характер. По серии «ТП+КФ», раньше Кими нравилась Томми, но в конце явно видно, что у них есть чувства друг к другу. Влюблена в Томми, в серии «ТП+КФ» это ярко выражено, когда в конце Томми закрывал дверь, тогда, отвернувшись, Кими улыбнулась, взгляд был влюблённый.
- Сьюзен Ивонн «Сьюзи» Кармайкл (англ. Susanna Yvonne Carmichael) — Ей 13 лет. Подруга Анжелики, афроамериканка. В детстве довольно часто соперничала с Анжеликой, но в юношестве они близкие подруги. Хорошо поёт, очень трудолюбива и прекрасно учится. Из-за своей наивности и мечты стать певицей сильно пострадала, но благодаря друзьям справилась с этой проблемой и не потеряла уверенности в себе.
- Диана «Диди» Кропоткина-Пиклз (англ. Diane Kropotkin-Pickles) — Мама Томми и Дила. У неё рыжие волосы, ходит в очках. Дочка Бориса Кропоткина и Минки Керпактер. Имеет русско-еврейские корни. У неё есть брат Бен. Детский психолог по специальности.
- Стюарт «Стю» Пиклз (англ. Stuart Pickles) — Отец Томми и Дила. Черноволосый. Когда он что-нибудь чинит, всё это потом ломается. Сын Лу и Лулу Пиклзов.
- Эндрю «Дрю» Пиклз (англ. Andrew Pickles) — Отец Анжелики. Женат на Шарлотте. Любит посмеяться над своим братом Стю.
- Шарлотта Пиклз (англ. Charlotte Pickles) — Мама Анжелики. Любит свою дочку и всячески балует её. Замужем за Дрю. У неё есть агент — Джонатан.
- Луис Калхерн «Лу» Пиклз (англ. Louis Kalhern "Lou" Pickles) — Дедушка Анжелики, Томми и Дила. Женат на Лулу. Отец Стю и Дрю. Служил много лет в армии. Воевал на Второй Мировой Войне и служил в Зоне 51. Любит рассказывать истории про войну и называть Томми скаутом.
- Говард Девиль (англ. Howard DeVille) — Папа Фила и Лил. Немного боязлив. Носит причудливую причёску. Ненавидит оранжевый цвет.
- Элизабет «Бетти» Девиль (англ. Elisabeth DeVille) — Мама Фила и Лил. Феминистка, работает в кафе «Джава Лава».
- Чарльз Норберт «Час» Финстер (англ. Charles Norbert Finster) — Отец Чаки и отчим Кими. Хозяин кафе «Джава Лава».
- Кира Ватанабэ-Финстер (англ. Kira Watanabe-Finster, яп. 渡辺吉良) — Японка. Сначала была замужем за Хиро Ватанабэ. Сейчас замужем за Чарльзом. Мама Кими и мачеха Чаки.
- Борис Кропоткин и Минка Керпактер (англ. Boris Kropotkin and Minka Kerpackter) — Дедушка и бабушка Томми и Дила. Родители Диди. Имеют еврейские корни, возможные эмигранты из России. Иногда остаются присматривать за детьми. В серии «Дурная кровь» Борис спорил с Лу о том, кто лучше присматривает за детьми.

### Второстепенные
- Харольд Фрампкин — друг и одноклассник Анжелики и Сьюзи. Влюблён в Анжелику, исполняет все её прихоти.
- Николь Баскерелли — возлюбленная Чаки. Сама же относится к нему как к другу.
- Саванна Шейн — брюнетка, самая популярная девочка в школе, соперница Анжелики в борьбе за популярность. Стервозна, завидует Анжелике, в чём не признаётся.
- Бриана и Челси — «свита» Саванны. Не всегда соглашаются с подругой, в противостояниях Саванны и Анжелики часто принимают сторону последней.
- Шон — самый популярный парень в школе. В первом сезоне Анжелика была влюблена в него.
- Джастин — лучший друг Шона.
- Эстес «Громила» Пенгборн — директор школы и учитель физкультуры. Суров, пытается сделать Дила «нормальным». Пишет стихи.
- Шелли «Фонтан слёз» О’Китс — учительница литературы, классная руководительница в классе Анжелики и Сьюзи. Очень ранимая, обожает поэзию.
- Рейчел — девушка Томми, иудейка, ладит с мамой Томми.
- Зи — одноклассник Чаки и Кими. Вместе с отцом-слесарем занимается благотворительностью. В школе имеет репутацию плохого парня. В первом сезоне встречался с Кими.
- Оливия — девушка с горнолыжного курорта, нравилась Томми.
- Дэниэл — парень, понравившийся Анжелике на горнолыжном курорте.
- Бин — парень понравившийся Лил и Кими из лагеря "Эвервуд", призрак умершего поселенца.